# David Milne
David Milne (Musselburgh, mei 1763, - op zee, 5 mei 1845) was een Brits admiraal.

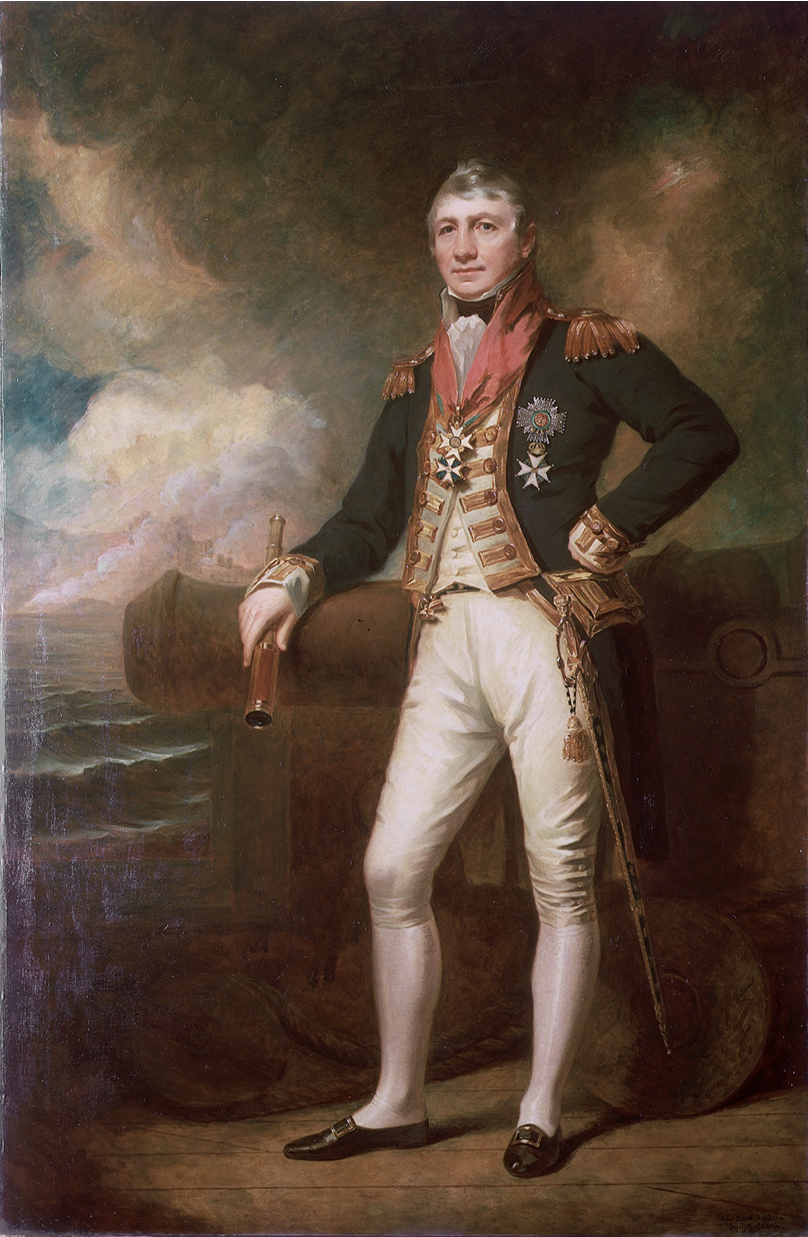
Milne met de Orde van het Bad en kruis en borstkruis van de Militaire Willems-Orde

Op 12-jarige leeftijd ging de jonge Milne naar zee. Hij nam deel aan gevechten in de Caraïbische Zee en tijdens het ontzet van Gibraltar in 1782. Een groot deel van zijn vroege loopbaan werd in de Caraïbische Zee doorgebracht waar de inmiddels tot commandeur bevorderde Milne op 5 juni 1795 de Fransen bij Puerto Rico versloeg.
Hij bezette in 1796 de koloniën van Frankrijks bondgenoot de Bataafse Republiek. Demerara, Essequibo en Berbice vielen in Britse handen. Ook Suriname werd door Milne veroverd en hij was in 1796 een jaar lang gouverneur van die kolonie.
In 1797 nam Milne deel aan de strijd tegen de Fransen op Santo Domingo. De Franse troepen werden vernietigend verslagen. In 1800 maakte Milne het Franse fregat La Vengeance buit voor de Afrikaanse kust. Omdat de kapitein van een schip een fors deel van de waarde van een schip mocht behouden maakte de verovering hem een rijk man.
Zo kon de ambitieuze en nieuw-rijke kapitein op 16 april 1804 in een typische hypergamie trouwen met Grace Purvis, dochter van de baronet Alexander Purves. Uit het huwelijk werden drie kinderen geboren waaronder de geoloog David Milne-Home en Alexander Milne, de eerste baronet Milne van Inveresk.
Milne werd in 1804 bevorderd tot bevelhebber van de Britse vloot in Nova Scotia. In 1812 brak een oorlog uit tussen het Verenigd Koninkrijk en de Verenigde Staten. De Britten onder de nu tot schout-bij-nacht bevorderde Milne veroverden de stad Washington en staken het Witte Huis in brand.
De val van Napoleon bracht Milne en zijn vloot in de haven van Bordeaux. In 1816 was Milne plaatsvervangend commandant van de vloot die de Bombardementen op Algiers uitvoerde.
op 27 augustus 1816. Een Engels-Nederlandse vloot onder leiding van admiraal Edward Pellew bombardeerde schepen en de verdedigingswerken van de haven van Algiers. Viceadmiraal Theodorus Frederik van Capellen voerde het commando over de Nederlandse schepen. Lord Exmouth kreeg het Grootkruis en Milne op 22 oktober 1816 het commandeurskruis van de Militaire Willems-Orde. De koning van Napels verleende hem in 1818 de Orde van Sint-Januarius.
In 1817 kreeg Milne de vloot in Amerika weer onder zijn hoede. Hij resideerde afwisselend in Halifax en op Bermuda.
1819 bracht een tweede huwelijk en een korte periode als politicus. Milne liet zich in het Lagerhuis kiezen voor het district Berwick-upon-Tweed.
In 1820 nam de nu 57-jarige admiraal opnieuw een commando op zich. Officieren van de Britse marine werden indertijd niet gepensioneerd en sommigen, zoals Milne, bleven in functie tot zij er letterlijk bij neervielen. Zo blokkeerden zij de promotie van jongere officieren. De in 1825 tot viceadmiraal benoemde Milne werd in 1842 commandant van Plymouth en stierf op 5 mei 1845 op zee. Hij was 82 jaar oud en had 60 jaar in de marine gediend.
Op zijn graf in Inveresk staat het volgende epitaaf:

"In memory of Admiral Sir DAVID MILNE, G.C.B., &c., &c., &c. For 60 years he served his country in the Royal Navy ; his gallant deeds are recorded in her annals. In all the relations of private life he was upright, exemplary, and esteemed. He expired at sea on the 5th of May 1845, aged 82 years, whilst returning to his native home from Devonport, at which station he had been for the three previous years Commander-in-Chief.
Here are deposited the remains of GRACE, wife of Rear-Admiral David Milne, who died at Bordeaux, in France, the 4th of October 1814, where she had gone for the recovery of her health. Her remains were brought to this country by her affectionate husband, and re-interred here the 18th of February 1815. She was eldest daughter of Sir Alexander Purves of Purves, Bart., by Mary Home, daughter of Sir James Home of Coldinghame, Bart., in the County of Berwick. Also a son, named THOMAS, who died in infancy.

## Milne Land
Een veel groter monument voor David Milne is Milne land, een onherbergzaam eiland van bijna 4000 km² in de Scoresby fjord in Groenland. Kapitein William Scoresby noemde het eiland naar David Milne.

Het onbewoonde Milne Land werd in 1822 door de poolreiziger William Scoresby (5 oktober 1789 - 21 maart 1857) naar de Britse admiraal Milne genoemd. De hoogste punt van het door Denemarken bestuurde eiland is 2103 meter hoog.

## Militaire loopbaan
- Midshipman: 1779
- Commander:
- Rear Admiral: 14 juni 1814
- Vice Admiral: 1825
- Admiral:

## Decoraties
- Commandeur in de Militaire Willems-Orde op 22 oktober 1816[1]
- Ridder in de Orde van Sint-Januarius in 1818
- Ridder Grootkruis in de Orde van het Bad

- International Standard Name Identifier: 0000 0003 9718 5242
- Nederlandse Thesaurus van Auteursnamen: 300929234
- SNAC: w68w7gvx
- Virtual International Authority File: 292263418
- WorldCat: E39PBJdcBV4gpchDVwmyGP9kXd